# Quetecsaurus
Quetecsaurus rusconii
Genre
Espèce
Quetecsaurus (signifiant « lézard de Quetec ») est un genre éteint de titanosaures du Crétacé supérieur retrouvé dans la province de Mendoza, en Argentine. L'espèce type et seule espèce, Quetecsaurus rusconii, a été décrite par González Riga et Ortiz David en 2014.

Silhouette de Quetecsaurus et comparaison de taille avec un humain.

Elle est basée sur un holotype composé de fossiles d'os postorbitaires, de dents, d'un atlas, d'une vertèbre cervicale, d'une vertèbre dorsale incomplète, d'une vertèbre caudale, de côtes, du coracoïde, de cinq métacarpes et de fragments d'humérus, de radius et d'ulna. Les échantillons ont été retrouvés dans des strates datées du Turonien de la formation géologique de Cerro Lisandro (en), dans le bassin de Neuquén.
Quetecsaurus se rapprocherait des genres Mendozasaurus et Futalognkosaurus, membres du clade des Lognkosauria.